# 张焕彩
张焕彩（1915年—1985年），男，汉族，河南南阳人，中国金融学家、会计学家、教育家，曾任中央财政金融学院副院长，中国会计学会副会长，中国农村金融学会副会长。